# Gnamptogenys mina
Gnamptogenys mina är en myrart som först beskrevs av Brown 1956.  Gnamptogenys mina ingår i släktet Gnamptogenys och familjen myror. Inga underarter finns listade i Catalogue of Life.